# Усть-Онолва
Усть-Онолва — посёлок в Кочёвском районе Пермского края. Входит в состав Маратовского сельского поселения. Располагается восточнее районного центра, села Кочёво. Расстояние до районного центра составляет 39 км. Усть-Онолва находится на левом берегу реки Коса около устья реки Онолва. По данным Всероссийской переписи населения 2010 года, в посёлке проживало 282 человека (136 мужчин и 146 женщин).

## История
По данным на 1 июля 1963 года, в посёлке проживало 1130 человек. До конца 1962 года населённый пункт входил в состав Большекочинского сельсовета, а в 1963 году посёлок вошёл в состав Маратовского сельсовета.